# Pletiu de les Crabes (Aigüestortes)
El Pletiu de les Crabes és un pletiu situat dins del terme municipals de la Vall de Boí, a la comarca de l'Alta Ribagorça, i dins del Parc Nacional d'Aigüestortes i Estany de Sant Maurici.
Està situat a la riba esquerra del Riu de Sant Nicolau, on desaigua el Barranc de Dellui, a l'extrem sud del Planell Gran i per damunt del Planell de la Molina, entre els 1.855 i 1.865 metres d'altitud.

## Rutes[2]
Seguint la pista forestal que neix al costat de la parada del servei de taxis del parc, a la vora del Planell d'Aigüestortes, direcció cap a l'Estany Llong; fins a trobar, després d'1,5 km, l'indicador que senyala el desviament cap a Dellui i creuar la passarel·la sobre el Riu de Sant Nicolau.